# Pierre précieuse
 (mai 2020).
L'appellation de pierre précieuse, dont l'usage a été officiellement restreint en France le 14 janvier 2002 désigne aujourd'hui quatre gemmes que sont le diamant, le saphir, le rubis et l'émeraude.
Pour mériter cette appellation, les gemmes doivent être naturelles, d'une certaine dureté, ainsi que d'une relative beauté, elles sont donc assez rares. Une partie des pierres précieuses, en raison de leurs qualités exceptionnelles (pureté, rareté, qualité ou même histoire) sont qualifiées de joyaux.
On peut aujourd'hui distinguer trois principaux types de gemmes :
- les pierres précieuses (diamant, rubis, saphir et émeraude) ;
- les pierres fines, autrefois pierres semi-précieuses ou semi-fines, catégorie qui concerne toutes les gemmes qui ne figurent pas dans les quatre précédentes (grenat, lapis-lazuli, cornaline, jaspe, etc.). Cette catégorie est définie par une liste de la CIBJO (Confédération internationale de bijouterie, joaillerie, orfèvrerie des diamants, perles et pierres) ;
- les pierres organiques, catégorie dont font partie les gemmes issues de matière organique et non pas minérale (l'ambre, une résine fossile, le corail, formé par les colonies de polypes, la nacre, revêtement intérieur de certains mollusques, la perle, composée de nacre dont le mollusque se sert pour se protéger d'un élément étranger, le jais, un dérivé du charbon, etc.).

## Gîtologie
- Si vous ne connaissez pas le sujet, laissez ce bandeau (vous pouvez alors contacter les auteurs).
- Si vous supprimez le contenu mis en cause (vous pouvez préalablement contacter les auteurs),

argumentez précisément cette suppression dans la page de discussion
(un manque de référence n'est pas un argument ; une recherche réelle de référence doit avoir été effectuée, être formellement documentée).

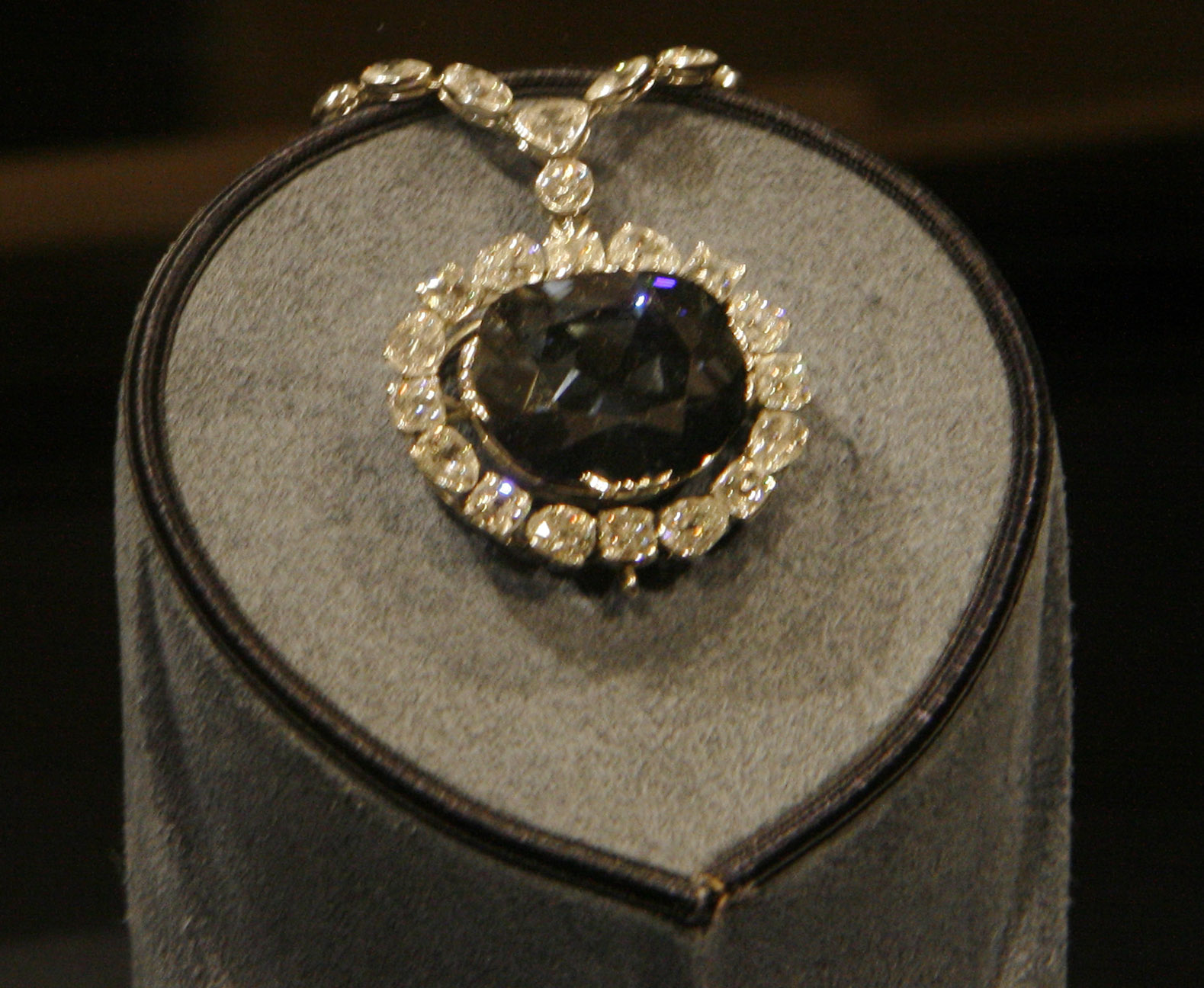
Diamant bleu serti en pendentif.

La dénomination de pierre précieuse ne peut s'appliquer qu'à un produit naturel.
La plupart des pierres précieuses proviennent de cristaux formés dans des roches en profondeur, mais il est possible d'en trouver en surface dans certains dépôts alluviaux (argile, boue, etc.), dans les kimberlites, dans le grès ou les conglomérats précambriens, dans le lit de certaines rivières ainsi que dans l'océan. L'extraction des cristaux, qui s'effectue pour la plus grande partie dans les mines, peut nécessiter des procédés coûteux et parfois dangereux, notamment si la pierre est dure à extraire.
Après leur extraction, les gemmes sont expertisées, et en fonction de leur qualité et de leur résistance (en général au moins 7,5 sur l'échelle de Mohs pour permettre la réalisation de bijoux durables) elles sont destinées à la bijouterie, à l'orfèvrerie et à la joaillerie (pour les hautes qualités), ou à d'autres applications si elles n'ont pas de valeur, comme le diamant en poudre ou les outils en diamant. Pour les rendre aptes au sertissage et au montage, les pierres sont taillées et parfois traitées au moyen d'un équipement spécialisé.
Depuis des siècles, les pierres précieuses sont considérées comme des objets de valeur, servant parfois de monnaie d'échange, portées par les monarques sur tous les continents. Elles sont aussi l'objet de plusieurs croyances folkloriques partout à travers le monde, et on leur octroie parfois des pouvoirs magiques et médicinaux.
Le système de classification des pierres précieuses a été révolutionné avec la venue de l'ère industrielle et de la science moderne, quand les éléments chimiques des cristaux ont été identifiés. Il a alors été établi, à l'instar des classifications précédentes, que la couleur d'une pierre précieuse ne déterminait pas nécessairement son identité, de fait, sous leur forme pure, certains minéraux sont incolores, mais la présence, ou les traces d'autres éléments chimiques qui se sont mélangés lors de leur formation leur confère une couleur particulière.

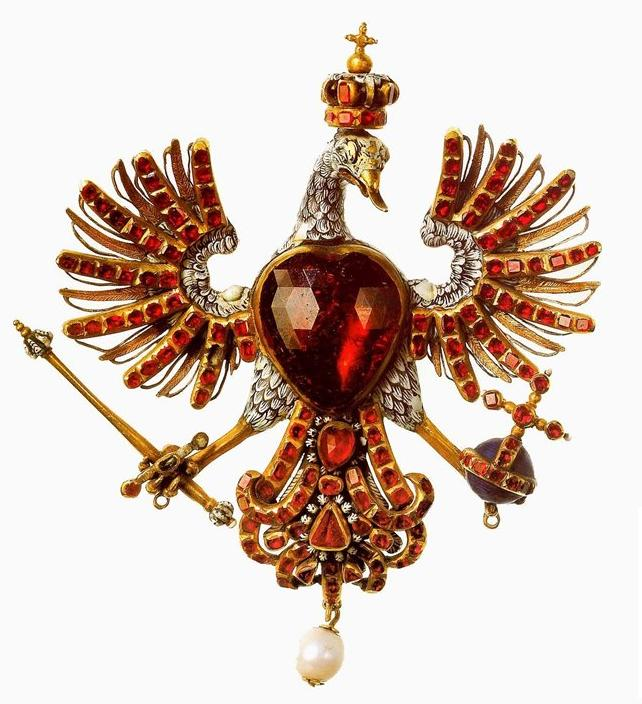
Aigle polonais serti de rubis.

Les recherches sur les minéraux ont permis de différencier les gemmes en différents groupes en fonction de leur composition et non de leur couleur, diversifiant les catégories (l'almandin et le rubis sont tous deux rouges, mais le premier fait partie du groupe des nésosilicates, et l'autre du groupe corindon-hématite ; toute pierre rouge n'est pas un rubis).
Avec le temps, un nouveau système de classification s'est développé, et avec lui, un nouveau système de valeur.
La qualité d'une pierre précieuse est évaluée selon une série de critères, lesquels sont principalement le poids en carat, la couleur, la coupe et la clarté. Mis ensemble en rapport avec l'offre et la demande du marché, ces critères déterminent la valeur d'une pierre précieuse. En effet, une forte demande peut faire augmenter la valeur d'une pierre, en dépit de sa rareté moindre. La valeur des pierres précieuses dépend aussi de leur provenance et de leur lieu de vente, car l'offre et la demande varient selon les pays.
Définition de gemme
Le nom gemme vient du latin gemma qui signifie bourgeon au sens propre et pierre précieuse au sens figuré. Il est utilisé comme nom commun et, plus rarement, comme nom propre.
La discipline qui porte sur l'étude des gemmes est la gemmologie.
Une gemme est une pierre précieuse, fine ou naturelle, ainsi que toute autre matière en ayant l'aspect et la texture.
Les gemmes sont en général destinées à l'ornementation.
Pour mériter cette appellation de gemme, la matière minérale, roche ou organique doit être attrayante par sa couleur et son aspect, solide et peu altérable pour survivre à un usage constant et à de nombreuses manipulations sans se rayer ou s'endommager.
La gemme est à l'origine une pierre brute qui doit être taillée par un lapidaire pour pouvoir être montré en bijouterie, en joaillerie et en orfèvrerie.
Les gemmes sont taillées loin de leur pays d'origine, notamment dans les pays d'Asie comme l'Inde, en particulier à Jaipur où l'on estime le nombre de lapidaires.
Une gemme peut être naturelle, traitée ou fabriquée artificiellement (pierre synthétique).

## Différents types de gemmes (France)
Quatre gemmes principales sont couramment considérées comme « précieuses » en France :
- le diamant, composé de carbone, généralement blanc avec une très légère teinte jaunâtre. Il existe des diamants de toutes les couleurs : noir, jaune canari, rose, vert, bleu, etc. Les diamants les plus populaires sont généralement les blancs de coupe dite « brillant » (ou coupe ronde). La World Jewellery Confederation (CIBJO) le traite à part ;
- l'émeraude, variété de béryl vert, elle comporte souvent des inclusions, ce qui la rend parfois fragile ;
- le saphir, variété de corindon, est généralement bleu, mais peut aussi être incolore ou de toute autre couleur (excepté le rouge, réservé au rubis) ;
- le rubis, variété de corindon, est rouge.

En France, cette classification a été entérinée par le décret no 68-1089 du 29 novembre 1968 portant règlement d'administration publique pour l'application de la loi du 1er août 1905, mais abrogée par le décret no 2002-65 du 14 janvier 2002 relatif au commerce des pierres gemmes et des perles.
Le diamant, le rubis, le saphir et l'émeraude peuvent être considérés comme fines ou non précieuses si leur qualité est moyenne ou médiocre (diamant brun de qualité industrielle), sauf s'ils ont une particularité rarissime (diamant rouge). Un rubis d'aspect pierreux n'est généralement pas considéré comme une pierre précieuse en raison de son abondance ; à l'instar des rubis de meilleure qualité et d'attrait supérieur, mais selon certaines écoles de pensée tout rubis est une pierre précieuse car plus rare que les autres pierres communes.
Il existe une grande variété de pierres fines : topaze, citrine, grenat, chrysobéryls « œil-de-chat », ammolites colorées de l'Alberta, alexandrites à changement de couleur, rubis et saphirs étoilés, jadéite, péridot, etc..
Une topaze ou une améthyste peut s'avérer avoir une certaine rareté, mais ces pierres sont plus communes ; elles doivent donc avoir une particularité pour acquérir une valeur importante : clarté élevée, très belle couleur ou couleur rare, taille considérable, proportions idéales, etc..
Certaines gemmes organiques peuvent avoir beaucoup de valeur, comme pour les perles, mais d'autres comme la nacre ou l'ambre se trouvent en relativement grandes quantités dans la nature, et leur valeur dépend alors de leur couleur, de leur qualité, mais aussi des inclusions que l'on peut y trouver, comme dans l'ambre la présence d'insectes parfois vieux de plusieurs millions d'années (cette particularité de l'ambre est l'élément fondateur de la saga Jurassic Park).

## Législation française relative aux gemmes
Dans la législation française, les appellations « pierre gemme », « pierre ornementale » et « pierre précieuse » sont regroupées sous l'appellation unique de « pierres gemmes » par harmonisation avec la nomenclature de la commission internationale de bijouterie, de joaillerie et d'orfèvrerie (World Jewellery Confederation ou CIBJO), qui ne distingue pas ces trois expressions.
On peut néanmoins distinguer encore trois catégories avec les pierres qui leur sont propres.

## Pierres précieuses
L'appellation « pierre précieuse », officiellement abrogée par la législation en janvier 2002, est une dénomination historique qui s'applique en France aux quatre gemmes présentées dans le tableau suivant :
| Nom de la pierre | Transparent/Opaque | Couleur(s)                                        | Commentaires                                       | Aspect |
| ---------------- | ------------------ | ------------------------------------------------- | -------------------------------------------------- | ------ |
| Diamant          | Transparent        | Blanc                                             | Traité à part par la World Jewellery Confederation |        |
| Émeraude         | Transparent        | Vert à vert-bleuté                                | Variété de béryl                                   |        |
| Rubis            | Transparent        | Rouge à écarlate                                  | Variété de corindon                                |        |
| Saphir           | Transparent        | Toutes les couleurs sauf rouge (réservé au rubis) | Variété de corindon                                |        |

## Galerie

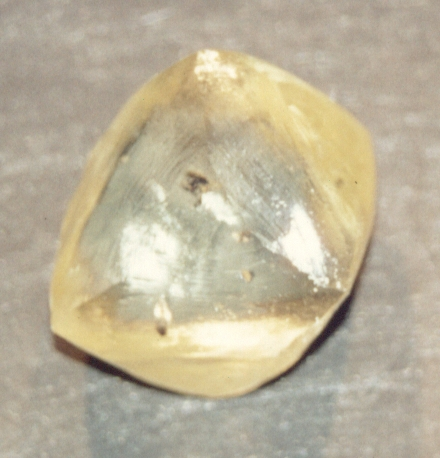
Cristal de diamant jaune brut.
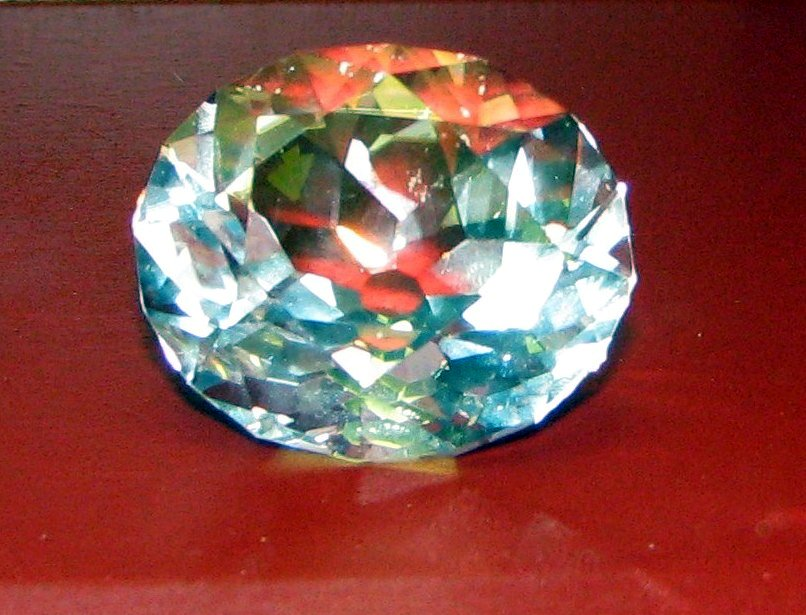
Diamant taillé (Koh-i Nor).
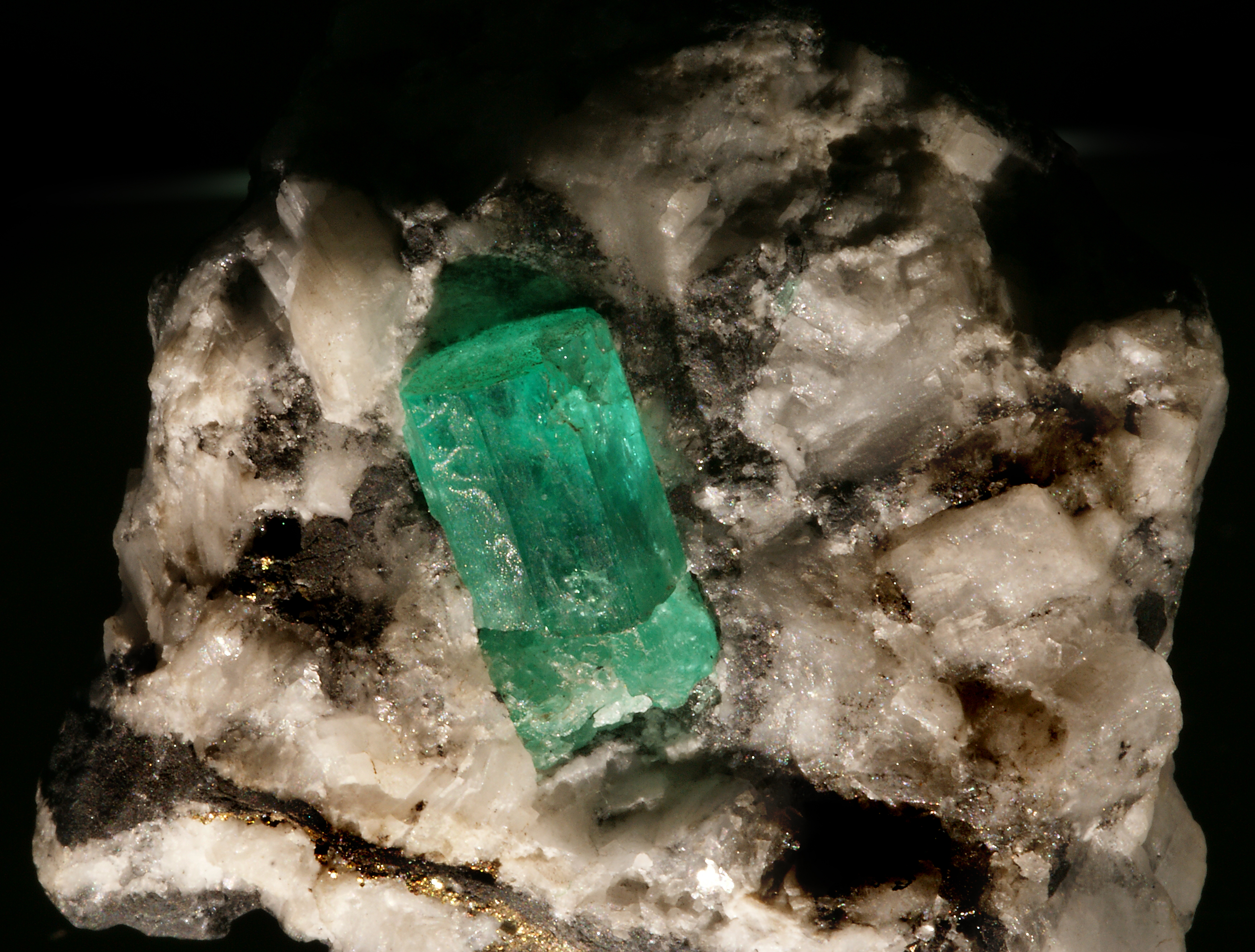
Cristal d'émeraude brut.
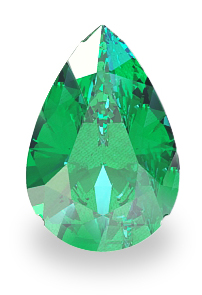
Émeraude taillée.
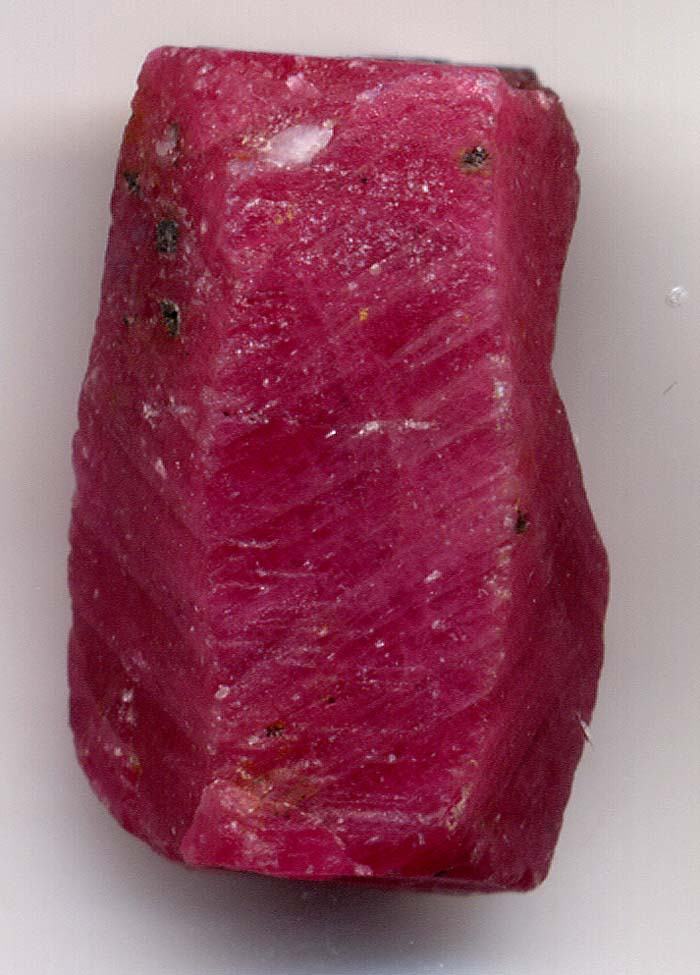
Cristal de rubis brut.
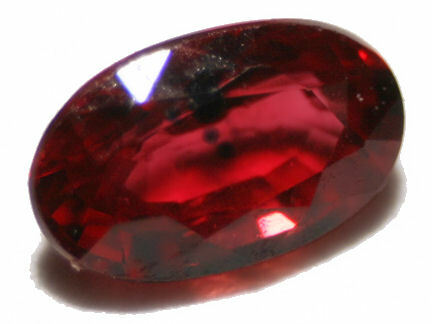
Rubis taillé.
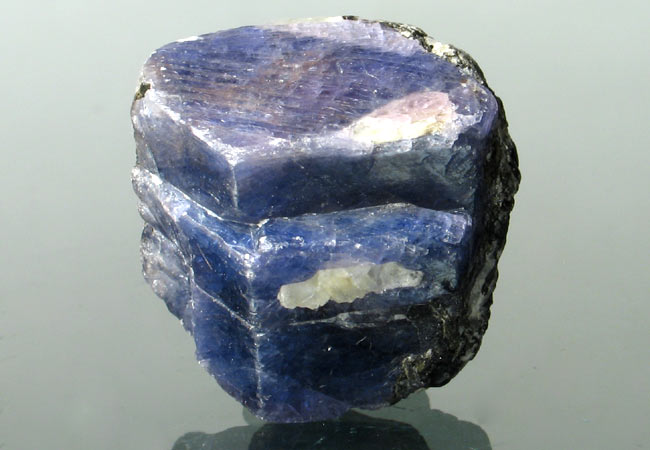
Cristal de saphir brut.
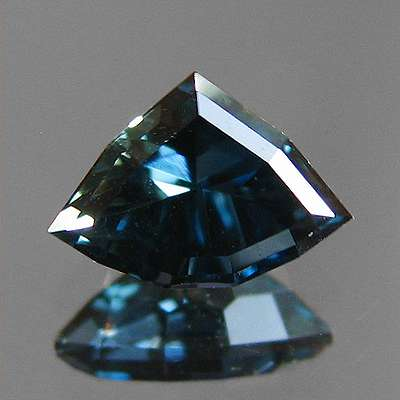
Saphir taillé.

## Gemmes et métaux de joaillerie
La joaillerie est l'art de mettre en valeur des pierres précieuses ou fines sur un support en métal précieux. Cette profession utilise la plus grande partie des gemmes, dont l'intégralité des pierres précieuses et une majeure partie des pierres fines et organiques. Le joaillier les monte sur des objets en majorité composés de métaux comme l'or et ses alliages, l'argent et ses alliages, le platine, le cuivre.

## Autres
- À la poursuite des pierres précieuses est un film réalisé par Patrick Voillot, Film Office, 2002, 312 min (2 DVD).
- Le programme dit des « Pierres précieuses » est un programme d'études balistiques français des années 1960 (fusées Agate, Topaze, Émeraude, Saphir, Rubis, et Diamant).